# Суботица
Суботица (мађ. Szabadka, буњ. Subatica, арх.) је градско насеље и седиште истоимене територијалне јединице у Србији. Административни је центар Севернобачког управног округа и најсевернији град у Србији, као и други по броју становника у Војводини. Према попису из 2022. било је 88.752 становника. Налази се на 10  удаљености од границе Србије са Мађарском.
Суботица се први пут помиње 1391. под латинским именом Zabatka. Године 1526/27. Суботица је била престоница краткотрајне српске државе самопроглашеног цара Јована Ненада. Османско царство је владало градом од 1542. до 1686, када је Суботица постала посед Хабзбуршке монархије. Током османске управе име града је било Sobotka. Половином 18. века име јој је званично промењено у Sancta Maria, по аустријској царици Марији Терезији. Име града је поново промењено 1779. у Maria Tereziopolis, а мађарско име Szabadka је привремено ушло у службену употребу 1845. а потом поново 1867. Суботица је 1918. ушла у састав Краљевине Срба, Хрвата и Словенаца. Локални Срби и Буњевци су од 17. века користили назив Суботица, који је након 1918. и озваничен. Од 2007. Суботица има статус града.

## Називи
Поред српског, у Суботици су у службеној употреби и мађарски, хрватски и буњевачки језик. Називи града на осталим службеним језицима су мађ. Szabadka, хрв. , буњ. Subatica.
Постоји много различитих имена која су употребљавана за град Суботицу кроз историју — град је током историје променио укупно око 200 назива. Ово је због тога што је град угостио људе различитог етничког порекла од средњег века до модерног времена, а био је и под управом неколико различитих држава. Сви ови становници су писали о Суботици и именовали је у складу са својим језицима, али, у великом броју случајева, нису мењали начин изговарања овог имена све до модерног доба.
Данашњи српски назив града (Суботица) потиче од речи која означава дан у недељи („субота”) и први пут се појављује 1653. године. С обзиром на ову чињеницу, тумачи се да српско име града значи „мала субота“. Међутим, постоји и мишљење према којем је Суботица добила име по Суботи Врлићу, ризничару цара Јована Ненада.
Најраније записано име града је Zabatka, које датира из 1391. године. Постоје различита тумачења порекла овог имена. Према једном од ових тумачења, овај назив се посматра као једна од варијанти данашњег назива града на мађарском језику који гласи Szabadka. У складу са овим тумачењем се тврди да се мађарски назив града састоји од придева Szabad, који значи „слободан“, и суфикса -ka који се тумачи као нежан деминутив. У том смислу се значење најранијег имена Суботице, у складу са овим виђењем, дефинише као „мало“ или „драго“ „слободно место”.
Према другим тумачењима, средњовековно име Забатка потиче од словенске речи „забат”, односно од „забата са панонских кућа”. Такође постоји и мишљење да је први назив града био Сопотница (Сопот је место где има много воде, извориште, особина терена), што је према мађарском изговору постало Забатка.
За Суботицу се на још неким језицима (од којих поједини имају и званичан статус у АП Војводини) употребљавају следећи називи: Maria-Theresiopel или Theresiopel (немачки), Subotica (словачки), Суботица (русински), Subotica или Subotiţa (румунски).

## Географија
Суботица се налази на надморској висини од 109 m. Северно од града се налази пешчара са плодним воћњацима и виноградима на јужним деловима, а на плодној земљи црници се развија пољопривреда.
Град је смештен у Панонској низији која има дугу традицију и богато културно наслеђе. Општина, која обухвата град и 18 приградских насеља, простире се на површини од 1.008 km².
Суботица је, захваљујући свом географском положају и марљивим житељима, током времена постала најзначајнији административно-управни, индустријски, трговачки, саобраћајни и културни центар у северној Бачкој, а оближње Палићко језеро је чини и туристичко-рекреативним центром ширег подручја.
У близини града је и прикључак на ауто-пут Е-75 који Суботицу повезује са Мађарском на северу и Јужном Европом преко Београда на југу. Такође, Суботица је железнички повезана са целом Европом.
У геоморфолошком погледу ово подручје је хомогено и има равничарски карактер. Простире се на делу велике заравни, која прелази из Мађарске на територију Републике Србије, до линије Кула – Сомбор. Карактер терена има добар пољопривредни значај: могућност примене пуне пољомеханизације и оптималне организације земљишног простора за пољопривредну експлоатацију, затим могућност наводњавања и др.

### Клима
У климатском погледу ово подручје има карактеристике континенталне климе (отвореност према Панонској низији) коју чине: оштре зиме, топла лета и нестабилност падавина по количини и временском распореду. Просечна температура ваздуха износи 11,4 °C, релативна влажност ваздуха – 69%, број дана са кишом – 105, са снежним покривачем – 59, са јаким ветром преко 6 бофора – 104, ваздушни притисак 1007,0 мб, падавине – 491,3 mm.

### Земљиште
Посебан тип земљишта представља песак – песковита земљишта која се јављају у локалном појасу Суботица – Хоргош (Суботичко-хоргошка пешчара), а нешто га има и код Таванкута. Овај песак се одликује двема важним особинама: карбонантан је, с површине има јаку способност акумулације воде (влажан је на релативно малој дубини, чак и лети). Ова друга особина чини песак погодним за производњу висококвалитетног воћа и грожђа, затим за узгој индустријске паприке (на црном песку), као и за шумско дрвеће (багрем, бор).

## Историја
Утврђено је да су људи на овом простору живели још пре три хиљаде година. Судбину овог места битно је одређивао положај на путу између Европе и Азије, а историјски на месту сукоба различитих држава — Бугарског царства, Угарске, Османског царства, Хабзбуршке монархије, итд.
У честим и великим сеобама на ове просторе дошли су многи народи: Срби, Мађари, Немци, Словаци, Јевреји, Буњевци, Грци. Често су се мењали господари а и име града. Од првог — Zabatka (из 1391) — промењено је више од 200 назива, а нека од најпознатијих имена, поред самог имена Суботица, су: Sobotka, Sancta Maria, Maria-Theresiopolis, Maria Theresiastadt и Szabadka.

### Најранија прошлост
Најстарији археолошки налази на широј територији Суботице потичу са обале језера Лудаш, а датирају још из периода последњег леденог доба. Међутим у непосредној близини града постоје налазишта и из периода неолита, као и бакарног и бронзаног доба. Известан број налаза говори и о присуству Скита, Дачана, Гота, Хуна и Авара на овим просторима.

### Средњи век
У време аварске превласти, овде се у 6. веку појављују и Словени. Након пада Аварског каганата, ово подручје улази у састав словенских држава — Великоморавске кнежевине и Бугарског царства. Подручјем Бачке је у периоду бугарске управе владао војвода Салан. У времену када се угарска племена насељавају на подручје Панонског басена, затичу на овим просторима словенске народне групе.
Суботица се у писаним документима први пут помиње у време угарске управе 7. маја 1391, али сигурно је да је место старије. Изграђен на ветрометини, на раскрсници путева, овај је град често био место бурних историјских догађаја. Ердељски војвода Јанош Понграц од Денгелега је овде 1470. подигао тврђаву, али она није успела да одоли људима и времену. Од ње су до данас остали само трагови на унутрашњем зиду торња Фрањевачке цркве.

### Цар Јован Ненад
Полулегендарна личност суботичке прошлости је цар Јован Ненад, који се јавља после пораза који су угарској војсци нанели Турци на Мохачу 1526. године. Његову тајанственост увећавала је чудна црна пруга која му се пружала од слепоочнице до стопала ноге, због чега су га и прозвали Црни. Он је потиснуо Турке из Бачке и ту основао своју краткотрајну словенску односно српску државу, која је поред Бачке укључивала северни Банат и мали део Срема. Прогласио се царем, а Суботицу изабрао за престоницу. Погинуо је 1527. у сукобу са угарском властелом, након чега је нестало и његове државе. После четири века, на годишњицу његове смрти, у Суботици му је на главном тргу подигнут споменик који су 1941. срушили мађарски окупатори, а обновљен је и поново постављен 1991.

### Османско царство
Турци Османлије су Суботицу заузели 1542. године и владали њоме до 1686. када је Суботица постала део Хабзбуршке монархије. У време османске управе, Суботица је била део Сегединског санџака. Османску Суботицу је у 17. веку посетио чувени турски путописац Евлија Челебија. Према Челебијином опису, суботичка тврђава се налазила у средини пространог поља. У цитадели је било око четрдесет војничких кућа и једна џамија. Спољна варош је представљала добро насељену и изграђену паланку, у којој је било укупно сто четрдесет добрих кућа покривених трском и рогозом. Забележено је да ту има и много винограда и башта.

### Хабзбуршка монархија
Након уласка у састав Хабзбуршке монархије, Суботица је укључена у састав хабзбуршке Војне границе. Године 1715. Сабатхељ има милитарски статус, а то ће бити до 1745. године. Број српских домова тада је износио 16. Комадант места био је 1735. године капетан Мишко Текелија. Привилегијом из 1743. године Марија Терезија прогласила је Суботицу слободном коморском вароши, за шта су Суботичани даровали царици 150 коња. Током изјашњавања граничара у вези статуса, за војнички су се одлучили месни официри: хаднађ Маринко Милутиновић и барјактар Радивој Радовановић. Они ће заједно са својим војницима у Русији основати ново војно насеље са истим именом - Суботица.
Након развојачења овог дела Војне крајине средином 18. века, Суботица постаје део Бачко-бодрошке жупаније у хабзбуршкој Угарској. Због одане службе суботичких граничара хабзбуршком двору, Марија Терезија прогласила је Суботицу 1779. слободним краљевским градом. За ову важну одлуку Суботичани су поклонили царици пет хиљада златника и платили откуп 166.666 форинти. Статус слободног краљевског града донео је Суботици већу аутономију и ново име — Maria-Theresiopolis. Од те године почиње плански и убрзанији развој града.
Суботица је била у саставу засебне хабзбуршке круновине Војводства Србије и Тамишког Баната, између 1849. и 1860. године. у ово време, у строго централизованом систему, пажња се ипак посвећивала и култури. Овде је 1853. изграђено позориште, као и многе квартовске школе. Након укидања војводства, Суботица поново постаје део Бачко-бодрошке жупаније. После Аустро-Угарске нагодбе из 1867, па све до 1914. године, у Суботици се убрзано развија грађанско друштво, а значајан је био и развој самог града.
У демографском смислу, састав становништва Суботице се током хабзбуршке управе мењао. 1743. године, у Суботици је било две трећине "Далматинаца" (Буњеваца) и једна трећина "Раца" (Срба). Када је 1745. године укинут милитарски шанац Суботица Срби граничари су се масовно иселили у Русију, где су основали ново истоимено насеље. 1778. године број становника Суботице износио је 21.471, од којих су 17.043 били Буњевци и Срби. Према Буњевачком календару за 1868. годину, било је у Суботици 50.000 Буњеваца, 6.000 Мађара, 3.500 Срба и 1.300 Јевреја. Политика мађаризације угарске владе утицала је на повећање процентуалног удела мађарског и на смањење процентуалног удела словенског становништва града. Тако је, према аустроугарском попису становништва из 1910. године, град имао 94.610 становника који су говорили следеће језике: мађарски: 55.587 (58,75%), буњевачки: 33.208 (35,1%), српски: 3.514 (3,71%), немачки: 1.918 (2,03%), словачки: 100 (0,11%), влашки: 60 (0,06%), хрватски: 39 (0,04%), русински: (0,01%), остали језици: 182 (0,19%).

### Развој привреде и културе
Суботица се у модеран средњоевропски град развијала крајем XIX и почетком XX века. За непуне две деценије, једне у XIX и једне у XX веку, град је доживео изузетан урбани, индустријски, градитељски и културни процват. Бржи развој заната, индустрије и трговине подстакнут је још 1869. доласком првог воза а убрзан изградњом електричне централе 1896. и трамвајским саобраћајем 1897. Зачетке данашње модерне индустрије налазимо крајем 20. века: предузеће за извоз меса „Хартман и Конен“ с првом хладњачом у земљи, прву суботичку фабрику сумпорне киселине и вештачког ђубрива „Клотилд“ основану 1904, браћа Руф су 1917. почели производњу бомбона, индустрија електричних мотора „Север“ основана је 1923.
Прва средња школа, претеча гимназије, отворена је у Суботици 1747, музичка школа 1868, дом за старе 1766, Палић постаје лечилиште 1845, прва штампарија основана је 1844, прве новине изашле су 1848, прву биоскопску представу приказао је овде Анђело Бјанки из Печуја 1899, а Александар Лифка отворио је први стални биоскоп 1919. Ђуро Стантић освојио је прву олимпијску медаљу у Атини 1896, а Иван Сарић полетео је авионом сопствене конструкције 1910. године.
Др Јован Милекић генерални директор Пољопривредне банке у Суботици, бавио се пасионирано колекционарством уметничких дела и реткости. Његова уметничка збирка по богатству могла се мерити са оном Јоце Вујића из Сенте. Милекић је 1930. године отворио своју збирку за јавност, тако што је основао властите: Музеј, библиотеку и галерију уметнина. Његов Музеј Бахиензис налазио се у предратној улици краља Александра. У Милекићевој културној институцији су били запослени: Славко Сувајџић (управник Музеја), са неколико кустоса - Бела Швимер (библиотека), Марко Хорвацки (природословна збирка), Ладислав Хајверт (нумизматика), сликар Андрија Кујунџић (галерија слика) и сам власник Милекић за архиву и филателију. Збирка уметничких дела је најбогатија (због радова Ајзехута - са сликом Битка код Сенте, те Радонића, Мародића, Јакобеја, Коњовића и многих других), а архив са библиотеком су били необично занимљиви мада у то време недовољно коришћени. Не заостају ни библиотека, археолошки предмети, етнографски експонати, збирке фотографија и вајарских дела.

### Савремено доба
Крајем Првог светског рата, након војног пораза Аустроугарске, српске и француске јединице ушле су у Суботицу 13. новембра 1918. На великој народној скупштини у Новом Саду, 25. новембра 1918. проглашено је присаједињење Баната, Бачке и Барање Краљевини Србији. Једна од централних личности овог значајног догађаја био је Блашко Рајић, жупник из Суботице. Суботица тада постаје део покрајине Банат, Бачка и Барања која, као део Краљевине Србије, улази у састав новоформираног Краљевства Срба, Хрвата и Словенаца 1. децембра 1918. Коначна граница према независној Мађарској утврђена је у Тријанону 4. јуна 1920.
По попису из 1921. године у Суботици је живело 90.961 становника, од којих је 60.700 (66,73%) говорило српски или хрватски језик, 26.750 (29,41%) мађарски језик и 2.470 (2,72%) немачки језик. По вери, било је 78.490 (86,29%) католика и 6.570 (7,22%) православних. У оквиру југословенске државе, Суботица је у административном смислу била део покрајине Банат, Бачка и Барања (1918—1922), део Бачке области (1922—1929) и део Дунавске бановине (1929—1941).
Након 1918. Суботица је изгубила део земљишта због новог разграничења, а већина остатка је захваћена аграрном реформом. До 1938. изграђено је 3.500 нових грађевина у вредности од 300 милиона динара, изграђен је "Баштени град" на путу за Палић са 400 кућа. Саграђено је девет католичких цркава и четири основне школе на спољној територији, Гинеколошки павиљон градске болнице, јеврејска болница, стадион Краља Петра Другог (1936, "најмонументалнији спортски објекат наше државе"). Раднички дом подигнут 1938.
Почетком Другог светског рата у Југославији, 12. априла 1941, Суботицу су окупирали мађарски фашисти, а ослободили су је 10. октобра 1944. Суботички партизански одред и јединице Црвене армије. У завршним борбама за Суботицу, на железничкој станици погинуо је командант Одреда, Јован Микић Спартак, југословенски репрезентативац и рекордер у атлетици. Након рата, Суботица постаје део аутономне покрајине Војводине, у оквиру нове социјалистичке Србије и нове социјалистичке Југославије.

## Демографија
У насељу Суботица живи 80722 пунолетна становника, а просечна старост становништва износи 39,7 година (37,8 код мушкараца и 41,4 код жена). У насељу има 37543 домаћинстава, а просечан број чланова по домаћинству је 2,64. Становништво у овом насељу веома је нехомогено.
|             | \| Демографија[15] \| Демографија[15] \| Демографија[15] \| \| Година \| Становника \| Становника \| \| --------------- \| --------------- \| --------------- \| \| 1948. \| 63.048 \| \| \| 1953. \| 66.057 \| \| \| 1961. \| 74.999 \| \| \| 1971. \| 88.769 \| \| \| 1981. \| 100.472 \| \| \| 1991. \| 100.386 \| 98.996 \| \| 2002. \| 99.981 \| 102.712 \| \| 2011. \| 97.910 \| \| \| 2022. \| 88.752 \| \| |            |
| Демографија | |            |
| Година      | Становника | Становника |
| 1948.       | 63.048 |            |
| 1953.       | 66.057 |            |
| 1961.       | 74.999 |            |
| 1971.       | 88.769 |            |
| 1981.       | 100.472 |            |
| 1991.       | 100.386 | 98.996     |
| 2002.       | 99.981 | 102.712    |
| 2011.       | 97.910 |            |
| 2022.       | 88.752 |            |

| Етнички састав градског насеља према попису из 2022.‍ | Етнички састав градског насеља према попису из 2022.‍ | Етнички састав градског насеља према попису из 2022.‍ | Етнички састав градског насеља према попису из 2022.‍ | Етнички састав градског насеља према попису из 2022.‍ |
| ---------------------------------------------------- | ---------------------------------------------------- | ---------------------------------------------------- | ---------------------------------------------------- | ---------------------------------------------------- |
|                                                      |                                                      |                                                      |                                                      |                                                      |
| Срби                                                 | Срби                                                 |                                                      | 32.360                                               | 34,34%                                               |
| Мађари                                               | Мађари                                               |                                                      | 24.687                                               | 26,19%                                               |
| Хрвати                                               | Хрвати                                               |                                                      | 6.997                                                | 7,43%                                                |
| Буњевци                                              | Буњевци                                              |                                                      | 6.146                                                | 6,52%                                                |
| Роми                                                 | Роми                                                 |                                                      | 2.888                                                | 3,06%                                                |
| Југословени                                          | Југословени                                          |                                                      | 1.850                                                | 1,96%                                                |
| Црногорци                                            | Црногорци                                            |                                                      | 733                                                  | 0,78%                                                |
| Остали                                               | Остали                                               |                                                      | 2.473                                                | 2,62%                                                |
| Непознато                                            | Непознато                                            |                                                      | 16.058                                               | 17,04%                                               |

| Етнички састав Суботице према попису из 2011.‍ | Етнички састав Суботице према попису из 2011.‍ | Етнички састав Суботице према попису из 2011.‍ | Етнички састав Суботице према попису из 2011.‍ | Етнички састав Суботице према попису из 2011.‍ |
| --------------------------------------------- | --------------------------------------------- | --------------------------------------------- | --------------------------------------------- | --------------------------------------------- |
|                                               |                                               |                                               |                                               |                                               |
| Мађари                                        | Мађари                                        |                                               | 30.176                                        | 30,8%                                         |
| Срби                                          | Срби                                          |                                               | 29.919                                        | 30,6%                                         |
| Хрвати                                        | Хрвати                                        |                                               | 9.343                                         | 9,5%                                          |
| Буњевци                                       | Буњевци                                       |                                               | 8.296                                         | 9,1%                                          |
| Роми                                          | Роми                                          |                                               | 2.563                                         | 2,6%                                          |
| Црногорци                                     | Црногорци                                     |                                               | 1.176                                         | 1,2%                                          |
| остали и непознато                            | остали и непознато                            |                                               | 16.437                                        | 16,2%                                         |
| Укупно: 97.910                                |                                               |                                               |                                               |                                               |

| Етнички састав Суботице са Палићем према попису из 2011.‍ | Етнички састав Суботице са Палићем према попису из 2011.‍ | Етнички састав Суботице са Палићем према попису из 2011.‍ | Етнички састав Суботице са Палићем према попису из 2011.‍ | Етнички састав Суботице са Палићем према попису из 2011.‍ |
| -------------------------------------------------------- | -------------------------------------------------------- | -------------------------------------------------------- | -------------------------------------------------------- | -------------------------------------------------------- |
|                                                          |                                                          |                                                          |                                                          |                                                          |
| Мађари                                                   | Мађари                                                   |                                                          | 34.511                                                   | 32,66%                                                   |
| Срби                                                     | Срби                                                     |                                                          | 31.558                                                   | 29,86%                                                   |
| Хрвати                                                   | Хрвати                                                   |                                                          | 9.698                                                    | 9,18%                                                    |
| Буњевци                                                  | Буњевци                                                  |                                                          | 9.236                                                    | 8,74%                                                    |
| Југословени                                              | Југословени                                              |                                                          | 2.728                                                    | 2,58%                                                    |
| Роми                                                     | Роми                                                     |                                                          | 2.586                                                    | 2,45%                                                    |
| Црногорци                                                | Црногорци                                                |                                                          | 1.210                                                    | 1,14%                                                    |
| Македонци                                                | Македонци                                                |                                                          | 439                                                      | 0,42%                                                    |
| Муслимани                                                | Муслимани                                                |                                                          | 301                                                      | 0,28%                                                    |
| Албанци                                                  | Албанци                                                  |                                                          | 334                                                      | 0,32%                                                    |
| Бошњаци                                                  | Бошњаци                                                  |                                                          | 203                                                      | 0,19%                                                    |
| Немци                                                    | Немци                                                    |                                                          | 199                                                      | 0,19%                                                    |
| Русини                                                   | Русини                                                   |                                                          | 159                                                      | 0,15%                                                    |
| Словенци                                                 | Словенци                                                 |                                                          | 151                                                      | 0,14%                                                    |
| Горанци                                                  | Горанци                                                  |                                                          | 151                                                      | 0,14%                                                    |
| Словаци                                                  | Словаци                                                  |                                                          | 137                                                      | 0,13%                                                    |
| Руси                                                     | Руси                                                     |                                                          | 75                                                       | 0,07%                                                    |
| Бугари                                                   | Бугари                                                   |                                                          | 66                                                       | 0,06%                                                    |
| Румуни                                                   | Румуни                                                   |                                                          | 58                                                       | 0,05%                                                    |
| Украјинци                                                | Украјинци                                                |                                                          | 40                                                       | 0,04%                                                    |
| Чеси                                                     | Чеси                                                     |                                                          | 16                                                       | 0,01%                                                    |
| непознато                                                | непознато                                                |                                                          | 563                                                      | 0,53%                                                    |
| Укупно: 105.681                                          |                                                          |                                                          |                                                          |                                                          |

| \| \| м \| \| \| ж \| \| ? \| 165 \| \| \| 183 \| \| 80+ \| 628 \| \| \| 1.594 \| \| 75—79 \| 922 \| \| \| 1.990 \| \| 70—74 \| 1.651 \| \| \| 2.680 \| \| 65—69 \| 2.294 \| \| \| 3.020 \| \| 60—64 \| 2.436 \| \| \| 2.985 \| \| 55—59 \| 2.731 \| \| \| 3.115 \| \| 50—54 \| 3.786 \| \| \| 3.968 \| \| 45—49 \| 4.124 \| \| \| 4.481 \| \| 40—44 \| 3.620 \| \| \| 3.949 \| \| 35—39 \| 3.308 \| \| \| 3.496 \| \| 30—34 \| 3.071 \| \| \| 3.152 \| \| 25—29 \| 3.493 \| \| \| 3.538 \| \| 20—24 \| 3.790 \| \| \| 3.738 \| \| 15—19 \| 3.390 \| \| \| 3.275 \| \| 10—14 \| 2.929 \| \| \| 2.715 \| \| 5—9 \| 2.544 \| \| \| 2.424 \| \| 0—4 \| 2.459 \| \| \| 2.337 \| \| Просек : \| 37,8 \| \| \| 41,4 \| |       |  |  |       |
| |       |  |  |       |
| | м     |  |  | ж     |
| ? | 165   |  |  | 183   |
| 80+ | 628   |  |  | 1.594 |
| 75—79 | 922   |  |  | 1.990 |
| 70—74 | 1.651 |  |  | 2.680 |
| 65—69 | 2.294 |  |  | 3.020 |
| 60—64 | 2.436 |  |  | 2.985 |
| 55—59 | 2.731 |  |  | 3.115 |
| 50—54 | 3.786 |  |  | 3.968 |
| 45—49 | 4.124 |  |  | 4.481 |
| 40—44 | 3.620 |  |  | 3.949 |
| 35—39 | 3.308 |  |  | 3.496 |
| 30—34 | 3.071 |  |  | 3.152 |
| 25—29 | 3.493 |  |  | 3.538 |
| 20—24 | 3.790 |  |  | 3.738 |
| 15—19 | 3.390 |  |  | 3.275 |
| 10—14 | 2.929 |  |  | 2.715 |
| 5—9 | 2.544 |  |  | 2.424 |
| 0—4 | 2.459 |  |  | 2.337 |
| Просек : | 37,8  |  |  | 41,4  |

| Година пописа     | 1948.  | 1953.  | 1961.  | 1971.  | 1981.  | 1991.  | 2002.  |
| ----------------- | ------ | ------ | ------ | ------ | ------ | ------ | ------ |
| Број домаћинстава | 22.801 | 23.448 | 26.975 | 32.565 | 37.999 | 37.943 | 37.543 |

| Број чланова      | 1     | 2     | 3     | 4     | 5     | 6   | 7   | 8  | 9  | 10 и више | Просек |
| ----------------- | ----- | ----- | ----- | ----- | ----- | --- | --- | -- | -- | --------- | ------ |
| Број домаћинстава | 9.184 | 9.919 | 7.996 | 7.593 | 1.961 | 602 | 167 | 69 | 25 | 27        | 2,64   |

| Пол    | Укупно | Неожењен/Неудата | Ожењен/Удата | Удовац/Удовица | Разведен/Разведена | Непознато |
| ------ | ------ | ---------------- | ------------ | -------------- | ------------------ | --------- |
| Мушки  | 39.409 | 12.501           | 22.942       | 1.576          | 2.327              | 63        |
| Женски | 45.164 | 10.230           | 23.225       | 7.756          | 3.899              | 54        |
| УКУПНО | 84.573 | 22.731           | 46.167       | 9.332          | 6.226              | 117       |

| Пол    | Укупно                    | Пољопривреда, лов и шумарство | Рибарство                            | Вађење руде и камена | Прерађивачка индустрија       |
| ------ | ------------------------- | ----------------------------- | ------------------------------------ | -------------------- | ----------------------------- |
| Мушки  | 19.339                    | 1.237                         | 2                                    | 34                   | 6.802                         |
| Женски | 16.295                    | 537                           | 1                                    | 2                    | 4.896                         |
| Укупно | 35.634                    | 1.774                         | 3                                    | 36                   | 11.698                        |
|        |                           |                               |                                      |                      |                               |
| Пол    | Производња и снабдевање   | Грађевинарство                | Трговина                             | Хотели и ресторани   | Саобраћај, складиштење и везе |
| Мушки  | 420                       | 1.280                         | 3.356                                | 475                  | 2.130                         |
| Женски | 137                       | 182                           | 3.126                                | 553                  | 764                           |
| Укупно | 557                       | 1.462                         | 6.482                                | 1.028                | 2.894                         |
|        |                           |                               |                                      |                      |                               |
| Пол    | Финансијско посредовање   | Некретнине                    | Државна управа и одбрана             | Образовање           | Здравствени и социјални рад   |
| Мушки  | 199                       | 466                           | 1.039                                | 500                  | 611                           |
| Женски | 485                       | 485                           | 718                                  | 1.331                | 2.384                         |
| Укупно | 684                       | 951                           | 1.757                                | 1.831                | 2.995                         |
|        |                           |                               |                                      |                      |                               |
| Пол    | Остале услужне активности | Приватна домаћинства          | Екстериторијалне организације и тела | Непознато            | Непознато                     |
| Мушки  | 760                       | 19                            | 6                                    | 3                    | 3                             |
| Женски | 631                       | 55                            | 7                                    | 1                    | 1                             |
| Укупно | 1.391                     | 74                            | 13                                   | 4                    | 4                             |

### Религија
Резултати пописа из 2011. године нису објављени на нивоу насеља. На целом административном подручју Града Суботице биле су 2011. године заступљене следеће верске групе: Римокатоличка (57,60%), Православна (27,79%), Протестантска (1,68%) и друге.
Суботица је центар Римокатоличке бискупије у Бачкој регији. Град Суботица има највише католика у Србији. 57,60% становништва Града су католици. Литургијски језици који се користе у католичким црквама су најчешће мађарски и хрватски. Постоји осам католичких цркви, Фрањевачки духовни центар, женска доминиканска заједница, и две групе августинских сестара. Суботичка бискупија је једина која има католичку средњу школу у Србији (Paulinum).
У Граду живи и значајан број припадника Српске православне цркве (27,79%). Православни верници са овог подручја налазе се у саставу Бачке епархије СПЦ. У Суботици постоје две православне цркве.
Од осталих хришћанских заједница, постоје две протестантске цркве, тачније лутеранска и калвинистичка.
Суботичка Јеврејска заједница је трећа по величини у Србији, после оних у Београду и Новом Саду. Монументалност и лепота стила сецесије синагоге је наследство јеврејске заједнице која је некад бројала преко 6.000 чланова. Данас је тај број опао на мање од 200 Јевреја који су остали у Суботици.
У граду такође постоји и Мухаџир џамија, за вернике исламске заједнице.

## Привреда

### Саобраћај
У саобраћајном погледу Суботица се, у правом смислу речи, налази на раскрсници путева и пруга. У непосредној близини Суботице пролази Ауто-пут А1), а у самом граду се укрштају магистрални правци према Новом Саду (100), Сомбору и Келебији (Мађарска) (12 и 11), Хоргошу (100) и Сенти (300) (део до ауто-пута Е-75 је реализован, а остатак је у плану). Траса пруге Београд — Будимпешта пролази кроз урбано језгро и ту се рачва са пружним правцима према Сомбору, Хоргошу, Црвенки и Баји. Све ове чињенице доприносе сврставању Суботице у један од значајнијих саобраћајних чворова у Републици Србији.

#### Саобраћајна инфраструктура
Путеви у суботичкој општини и севернобачком округу квантитативно изражени:
Укупна дужина путева у суботичкој општини износи 444 km, од тога:
- магистрални путеви 134 km,
- регионални путеви 19 km,
- локални путеви 291 km.[7]

Када је реч о савременом коловозу његова дужина износи укупно 261 km. Основну окосницу саобраћајних веза општине Суботица са ближим и даљим окружењем представља мрежа састављена од друмских саобраћајница: Е-75 (М-22, М-1); Будимпешта – Суботица – Београд – Ниш – Скопље – Атина, наведена у стратегији привредног развоја Србије као КОРИДОР 10; следи попречна веза: Е-771 Суботица – Сомбор – Богојево – Винковци, и даље Загреб.
Уколико се посматрају железничке пруге у суботичкој општини данас је од значаја једино пруга Будимпешта-Суботица-Нови Сад-Београд. Правац према Сегедину захтева реконструкцију да би се могле остварити одговарајуће брзине, правац према Сомбору и Богојеву хендикепиран је још увек немогућношћу саобраћаја даље према Осијеку или Винковцима, Загребу, Љубљани, односно Ријеци и даље према Венецији. Правац према Баји захтева постављање недостајућег дела пруге, који је извађен, како би се оспособио правац с једне стране према Баји, Печују, Загребу, а са друге према Темишвару и Букурешту.

## Околна места
Поред саме Суботице, статус градског насеља има и Палић, док су остала поменута насеља сеоског типа. Општина Суботица сем града Суботице садржи још 18 насеља. Та насеља су:
| Бајмок        | Бачки Виногради | Бачко Душаново |
| Биково        | Вишњевац        | Горњи Таванкут |
| Доњи Таванкут | Ђурђин          | Келебија       |
| Љутово        | Мала Босна      | Мишићево       |
| Нови Жедник   | Стари Жедник    | Палић          |
| Хајдуково     | Чантавир        | Шупљак         |

## Култура
Значајније годишње манифестације у општини су:
- "Међународни сајам предузетништва"
- "Међународни филмски фестивал — Палић"
- "Међународни фестивал позоришта за децу Отон Томанић"
- "Летње позоришне вечери"
- "Дужијанца"
- "Бербански дани"
- "Уједињене игре"[5]

## Образовање
У Суботици се налази 15 основних и 10 средњих школа, такође постоји и 7 виших школа и факултета.

### Основне школе
- Музичка школа Суботица
- ОШ „10. октобар” Суботица
- ОШ „Иван Горан Kовачић” Суботица
- ОШ „Иван Милутиновић” Суботица
- ОШ „Јован Јовановић Змај” Суботица
- ОШ „Милош Црњански” Суботица, постојала до 2018. године, када је спојена са ОШ „Јован Микић”.
- ОШ „Сечењи Иштван” Суботица
- ОШ „Соња Маринковић” Суботица
- ОШ „Свети Сава” Суботица
- ОШ „Ђуро Салај” Суботица
- Основна и средња школа „Жарко Зрењанин” Суботица
- Школски центар „Доситеј Обрадовић” Суботица
- ОШ „Јован Микић” Суботица
- ОШ „Мајшански пут” Суботица
- ОШ „Матко Вуковић” Суботица
- ОШ “Kизур Иштван” Суботица
- ОШ „Владимир Назор” Ђурђин
- ОШ „Вук Kараџић” Бајмок
- ОШ „Боса Милићевић” Нови Жедник
- ОШ „Хуњади Јанош” Чантавир
- ОШ „Матија Губец” Доњи Таванкут
- ОШ „Мирослав Антић” Палић
- ОШ „Петефи Шандор” Хајдуково
- ОШ „Пионир” Стари Жедник

### Средње школе
- Школски центар за слушно оштећена лица
- ЕСШ „Боса Милићевић”
- Медицинска средња школа
- Музичка школа
- ХТСШ „Лазар Нешић”
- Техничка школа „Иван Сарић”[19]
- Политехничка школа[20]
- Гимназија „Светозар Марковић“
- Паулинум
- Филолошка гимназија Костолањи Деже

### Више школе и факултети
- Грађевински факултет
- Економски факултет
- Интернационални универзитет у Новом Пазару (КЦ Суботица)[21]
- Учитељски факултет
- Висока техничка школа струковних студија
- Виша школа Габор Денеш[22]
- Висока струковна школа за образовање васпитача и тренера

## Месне заједнице
Следећи стечена практична искуства самоуправе и самоорганизовања грађана, општина Суботица је задржала месне заједнице као институције демократске самоуправе и самоорганизовања преко којих се грађани укључују у послове општине и самоорганизују у погледу решавања заједничких интереса и потреба. Оне су биле и остале институције преко којих се брже остварују права и обавезе грађана.
Број становника у градским месним заједницама креће се од 2.000 до 10.500 становника док је у приградским од 600. до 9.000 становника.
Списак месних заједница:
| МЗ Александрово   | МЗ Бајмок       | МЗ Бајнат            | МЗ Бачки Виногради | МЗ Бачко Душаново | МЗ Биково    |
| МЗ Центар I       | МЗ Центар II    | МЗ Центар III        | МЗ Дудова шума     | МЗ Гат            | МЗ Мишићево  |
| МЗ Хајдуково      | МЗ Келебија     | МЗ Кер               | МЗ Кертварош       | МЗ Љутово         | М3 Радијалац |
| МЗ Макова седмица | МЗ Мала Босна   | МЗ Мали Бајмок       | МЗ Мали Радановац  | МЗ Нови Град      |              |
| МЗ Нови Жедник    | МЗ Ново Село    | МЗ Палић             | МЗ Пешчара         | МЗ Прозивка       |              |
| МЗ Радановац      | МЗ Стари Жедник | МЗ Таванкут          | МЗ Верушић         | МЗ Вишњевац       |              |
| МЗ Зорка          | МЗ Шупљак       | МЗ Жељезничко насеље | МЗ Чантавир        | МЗ Ђурђин         |              |

## Грађевине
Суботица се развила и изградила у модеран средњоевропски град крајем 19. и почетком 20. века. Тадашњи богати грађани-земљопоседници, индустријалци, занатлије и трговци дали су се у право надметање у изградњи свог града чак и са Будимпештом и другим метрополама овог дела Европе. Желећи да лепотом надмаше еклетику и постојећи конвенционални академизам, широм су отворили врата новој уметности и архитектури сецесије.

### Рајхлова палата (Ликовни сусрет)
Насупрот железничке станице налази се сецесијска зграда Ликовног сусрета, смештена у некадашњу Рајхл-палату изграђену 1904. Саграђена је према пројекту Ференца Рајхла, по коме и носи име. Од почетка шездесетих година 20. века, Рајхл-палата тј. ликовни сусрет, представља место где се одржавају најрепрезентативније изложбе у граду.

### Народно позориште
Позориште са шест коринтских стубова изграђено је 1853. у класицистичком стилу, по пројекту Јаноша Скултетија. Завршено је 1854. и по томе је после зрењанинског (1839) суботичко Позориште друго по старини у данашњој Србији. Прва позоришна представа одиграна је у Суботици 1747. у фрањевачкој граматикалној гимназији, а стално позориште отворено је у овој згради 1854. 2007. године већи део ове зграде је срушен јер је био у толико лошем стању да није могао бити реновиран. Од некадашње зграде су остали само коринтски стубови који ће бити део нове зграде суботичког позоришта чија је градња у току.

### Градска кућа
Градска кућа у Суботици је највећа а по многима и најлепша грађевина Суботице. Подигнута је за две године, од 1908. до 1910, али су врхунски мајстори оног времена још пуне две године украшавали њене ентеријере.
Подигнута је по пројекту Марцела Комора (1868—1944) и Дежеа Јакаба (1864—1932), будимпештанских архитеката, у тада врло модерном стилу – угарској варијанти сецесије. Украшена је са безброј шара стилизованог цвета лале.

### Фонтане
Фонтана од керамике „Жолнаи“ је уз Градску кућу нови симбол Суботице, главно састајалиште и одмориште људима и голубовима, сваког лета оаза свежине, јер на главном градском тргу снижава температуру за неколико степени у току спарних дана.
Фонтана је израђена од керамике „Жолнаи“ из Печуја, 1985. године по пројекту Светислава Личине.

### Храмови
- Српска православна црква Св. вазнесења Господњег — грађена од 1723. до 1726. године
- Фрањевачка црква — грађена од 1730. до 1736. године
- Катедрала св. Терезе Авилске — грађена од 1773. до 1798. године
- Српска православна црква у Александрову — изграђена 1818. године
- Сенћанска црква Светог Ђурђа — изграђена 1897. године
- Синагога — изграђена 1902. године
- Мухаџир џамија — изграђена 2008. године

## Саобраћај
Суботица се налази на "раскрсници путева" у правом смислу те речи, због чињенице да се у непосредној близини града налазе чак три међународна гранична прелаза ("Хоргош 1", "Хоргош 2" и "Келебија") па град има врло важан транзитни значај. Град је са остатком земље повезан ауто-путем Е-75, док је врло добра веза остварена и посредством магистралних путева.
У центру града су све важне и прометне раскрснице семафоризоване. У граду функционише градски превоз, а надлежно је предузеће "ЈП Суботица Транс" које обавља услуге градског и међуградског превоза. Градске линије су: 1А, 2, 3, 4, 6, 7, 8, 8А, 9, 10 и 16.

## Спорт
- ФК Спартак, играју на градском стадиону.
- ФК Бачка 1901
- ЖФК Спартак Суботица
- ОК Спартак Суботица
- КК Спартак Суботица
- КДТ Спартак, Клуб дизача тегова из Суботице.
- РК Раднички Суботица
- РК Спартак Суботица
- ХК Спартак Суботица
- АК Спартак Суботица
- ВК Спартак Суботица
- Аеродром Суботица, спортски аеродром у Бикову.

## Познати Суботичани
- Цар Јован Ненад, владар краткотрајне српске државе на овом подручју са престоницом у Суботици
- Игњат Станимировић, ректор и један од првих професора београдског Лицеја
- Аксентије Мародић, академски сликар
- Иштван Ивањи, историчар и археолог, оснивач Градске библиотеке
- др Јован Милекић, 1930. године оснивач приватног Музеја, Библиотеке и Галерије у Суботици, генерални директор Пољопривредне банке[11]
- Јован Пачу, композитор, лекар и пијаниста
- Калор Милодановић, новинар, уредник и издавач
- Карољ Биро, бивши градоначелник и иницијатор изградње нове градске куће
- Иван Сарић, свестрани спортиста и један од најзначајнијих пионира југословенског ваздухопловства
- Ђуро Стантић, освајач златне медаље у атлетици на Олимпијским међуиграма 1906.
- Блашко Рајић, свештеник, књижевник и политичар
- Александар Лифка, кинематограф
- Александар Станковић, новинар
- Деже Костолањи, књижевник, новинар, публициста и преводилац
- Геза Чат, писац, драматург и музичар
- Тибор Секељ, светски путник, географ, новинар, музеолог, есперантиста, писац
- Ласло Сабадош, освајач олимпијске бронзане медаље у пливању
- Јован Микић Спартак, атлетичар и југословенски рекордер
- Александар Ђорђевић, редитељ
- Вилим Харангозо, светски првак у стоном тенису
- Тихомир Огњанов, фудбалер и освајач сребрне олимпијске медаље
- Лука Липошиновић, фудбалер и освајач сребрне олимпијске медаље
- Ласло Секереш, археолог и музеолог
- Данило Киш, књижевник и дописни члан САНУ
- Габор Сагмајстер, мотоциклиста, мотокрос такмичар
- Иван Буљовчић, шахиста и професор музике
- Ева Рас, глумица, сликарка и књижевница
- Петар Лаловић, редитељ
- Еуген Вербер, глумац, новинар, преводилац, јудаиста
- Корнелије Ковач, композитор, пијаниста и аранжер
- Силвестер Левај, композитор
- Сретен Дамјановић, светски првак у рвању
- Момир Петковић, олимпијски првак у рвању
- Рефик Мемишевић, освајач сребрне олимпијске медаље у рвању
- Зоран Калинић, светски првак у стоном тенису
- Рита Кинка, пијанисткиња
- Ђула Мештер, олимпијски првак у одбојци
- Бојана Радуловић, најбоља рукометашица света 2000. и 2003. године
- Ервин Катона, један од најуспешнијих представника Србије у стронгманским такмичењима
- Антонија Панда, освајачица бронзаних медаља на Светском и Европском првенству у кајаку
- Петер Леко, шахиста
- Давор Штефанек, светски првак у рвању
- Ненад Беђик, европски првак у веслању
- Сања Малагурски, европска првакиња у одбојци
- Антал Пухалак, фудбалер
- Никола Калинић, кошаркаш, светски вицепрвак
- Драган Роквић, књижевник, публициста, културни радник

## Партнерски градови

### Градови побратими
Суботица се побратимила са следећим градовима:
- Бања Лука, БиХ
- Сегедин, Мађарска
- Дунајска Стреда, Словачка
- Оломоуц, Чешка Република
- Одорхеју Секујеск, Румунија

### Градови партнери
Суботица је партнерски град са следећим градовима
- Будимпешта, Мађарска
- Минхен, Немачка
- Намир, Белгија
- Осијек, Хрватска
- Тилбург, Холандија
- Вулверхемптон, Уједињено Краљевство
- Зирц, Мађарска

## Галерија
- Детаљ са „плаве фонтане“
- Градска библиотека
- Градска кућа
- Трг жртава фашизма
- Суботичка „зелена фонтана“ (у позадини градска библиотека)
- Јеврејска синагога
- Дудова шума, крај јесени.
- Споменик Светог Тројства
- Рељефни приказ шеталишта на Тргу слободе и Тргу републике
- Хала спортова